# Jim Piggott Memorial Trophy
Jim Piggott Memorial Trophy je hokejová trofej udělovaná každoročně nejlepšímu nováčkovi juniorské ligy Western Hockey League. Trofej je pojmenována po Jimu Piggottovi, který spoluzakládal WHL a byl i jejím prezidentem.

## Držitelé Jim Piggott Memorial Trophy
- Hokejisté na barevném pozadí vyhráli také CHL Rookie of the Year.

| Sezóna  | Jméno                        | Tým                    |
| ------- | ---------------------------- | ---------------------- |
| 2013–14 | Nick Merkley                 | Kelowna Rockets        |
| 2012–13 | Seth Jones                   | Portland Winterhawks   |
| 2011–12 | Sam Reinhart                 | Kootenay Ice           |
| 2010–11 | Mathew Dumba                 | Red Deer Rebels        |
| 2009–10 | Ryan Nugent-Hopkins          | Red Deer Rebels        |
| 2008–09 | Brett Connolly               | Prince George Cougars  |
| 2007–08 | Brayden Schenn               | Brandon Wheat Kings    |
| 2006–07 | Kyle Beach                   | Everett Silvertips     |
| 2005–06 | Peter Mueller                | Everett Silvertips     |
| 2004–05 | Tyler Plante                 | Brandon Wheat Kings    |
| 2003–04 | Gilbert Brule                | Vancouver Giants       |
| 2002–03 | Matt Ellison                 | Red Deer Rebels        |
| 2001–02 | Braydon Coburn               | Portland Winter Hawks  |
| 2000–01 | Scottie Upshall              | Kamloops Blazers       |
| 1999–00 | Dan Blackburn                | Kootenay Ice           |
| 1998–99 | Pavel Brendl                 | Calgary Hitmen         |
| 1997–98 | Marián Hossa                 | Portland Winter Hawks  |
| 1996–97 | Donavon Nunweiler            | Moose Jaw Warriors     |
| 1995–96 | Chris Phillips               | Prince Albert Raiders  |
| 1994–95 | Todd Robinson                | Portland Winter Hawks  |
| 1993–94 | Wade Redden                  | Brandon Wheat Kings    |
| 1992–93 | Jeff Friesen                 | Regina Pats            |
| 1991–92 | Ashley Buckberger            | Swift Current Broncos  |
| 1990–91 | Donevan Hextall              | Prince Albert Raiders  |
| 1989–90 | Petr Nedvěd                  | Seattle Thunderbirds   |
| 1988–89 | Wes Walz                     | Lethbridge Hurricanes  |
| 1987–88 | Stu Barnes                   | New Westminster Bruins |
| 1986–87 | Dennis Holland (Západ)       | Portland Winter Hawks  |
|         | Joe Sakic (Východ)           | Swift Current Broncos  |
| 1985–86 | Ron Shudra (Západ-společně)  | Kamloops Blazers       |
|         | Dave Waldie (Západ-společně) | Portland Winter Hawks  |
|         | Neil Brady (Východ)          | Medicine Hat Tigers    |
| 1984–85 | Mark Mackay                  | Moose Jaw Warriors     |
| 1983–84 | Cliff Ronning                | New Westminster Bruins |
| 1982–83 | Dan Hodgson                  | Prince Albert Raiders  |
| 1981–82 | Dale Derkatch                | Regina Pats            |
| 1980–81 | Dave Michayluk               | Regina Pats            |
| 1979–80 | Grant Fuhr                   | Victoria Cougars       |
| 1978–79 | Kelly Kisio                  | Calgary Wranglers      |
| 1977–78 | Keith Brown (společně)       | Portland Winter Hawks  |
|         | John Ogrodnick (společně)    | New Westminster Bruins |
| 1976–77 | Brian Propp                  | Brandon Wheat Kings    |
| 1975–76 | Steve Tambellini             | Lethbridge Hurricanes  |
| 1974–75 | Don Murdoch                  | Medicine Hat Tigers    |
| 1973–74 | Cam Connor                   | Flin Flon Bombers      |
| 1972–73 | Rick Blight                  | Brandon Wheat Kings    |
| 1971–72 | Dennis Sobchuk               | Regina Pats            |
| 1970–71 | Stan Weir                    | Medicine Hat Tigers    |
| 1969–70 | Gene Carr                    | Flin Flon Bombers      |
| 1968–69 | Ron Williams                 | Edmonton Oil Kings     |
| 1967–68 | Ron Fairbrother              | Saskatoon Blades       |
| 1966–67 | Ron Garwasiuk                | Regina Pats            |